# Wierzbiszki
Wierzbiszki – wieś w Polsce położona w województwie podlaskim, w powiecie suwalskim, w gminie Rutka-Tartak.
W latach 1975–1998 miejscowość administracyjnie należała do województwa suwalskiego.

## Zabytki
- cmentarz wojenny z I wojny światowej, nr rej.:A-833 z 26.08.1991[7].